# Центр скифо-аланских исследований имени В. И. Абаева
Центр скифо-аланских исследований (ЦСАИ) имени В. И. Абаева ВНЦ РАН и РСО-А — российская научная организация во Владикавказе, Северная Осетия, основанная в 2001 году и действующая в составе Владикавказского научного центра РАН и РСО-А. Выпускает международный научный журнал «Nartamongæ», посвящённый вопросам иранистики, алановедения и осетиноведения.

## История
Основан в 2001 году группой осетинских учёных под руководством филолога В. И. Абаева (1900—2001) на базе Осетинского национального фонда скифо-аланских исследований (ныне Фонд имени В. И. Абаева). Абаев собрал научный совет центра, в который вошли заметные российские и зарубежные учёные, включая Агусти Алемани (кат. Agustí Alemany; Барселона) и Александра Лубоцкого (Лейден), директором центра стал В. М. Гусалов (1953—2004).
Организационно центр стал самостоятельным научным учреждением в составе ВНЦ РАН и РСО-А. Целью создания стало повышение уровня академических исследований и координация междисциплинарных научных проектов в области скифологии, алановедения и осетиноведения. Научно-методическое руководство центром было возложено на Отделение литературы и языка РАН (ныне Отделение историко-филологических наук РАН).
В том же 2001 году центр заключил договор о сотрудничестве с парижским Национальным институтом восточных языков и культур, в рамках котором был создан научный журнал «Nartamongæ». Он стал единственным международным изданием, на страницах которого осуществляется профессиональное общение осетиноведов и иранистов. Редактором с французском стороны стал лингвист Франсуа Корнийо, с российской — археолог Б. В. Техов.
Первые два номера журнала вышли в 2002—2003 годах и были представлены в Париже и Милане. В 2004 году Гусалов умер, что помешало дальнейшему развитию международного сотрудничества. Оно было возобновлено только в конце 2010-х годов, новыми главными редакторами стали Ю. А. Дзиццойты и А. Л. Чибиров.
С 2006 года центром также издаётся ежегодное издание «Eurasia scythica», посвящённое вопросам истории, культуры и языка скифов и других древнеиранских номадов Евразии.

## Области научной деятельности
Основные научные направления центра:
- исследования языков, диалектов, фольклора и мифологии древних иранских кочевников Евразии
- исследование нартского героического эпоса
- создание осетинского этнолингвистического словаря и лингвистического атласа Осетии
- изучение лингвистических и этнокультурных контактов Кавказа и индоевропейского мира
- исследование культурно-исторического наследия сармато-аланских племен в Центральной и Западной Европе периода раннего и позднего средневековья (топонимика, элементы духовной и материальной культуры, эпос)

## Директора
- 2001—2004: Виталий Михайлович Гусалов
- 2006[5]—2014: Баграт Виссарионович Техов
- 2014—н. в.: Алексей Людвигович Чибиров